# Union of Knives
Union of Knives est un groupe écossais de rock alternatif formé à Glasgow, en Écosse. Il s'est notamment fait connaître grâce au réseau social MySpace. Son premier album, Violence & Birdsong est sorti le 14 août 2006.
Ses membres ont aussi composé et produit "Tarantula", le dernier album de la diva espagnole Monica Naranjo. Le groupe travaille actuellement sur un nouvel album studio et de nouvelles démos ont été mises en ligne.

## Membres du groupe
Chris Gordon et Dave McClean sont tous les deux originaires de Glasgow tandis que Craig Grant est de Boddam.

## Discographie

### Albums studio
- Violence & Birdsong (14 août 2006) (Relentless Records)
- Endless From The Start (12 novembre 2021) (Three Hands Records)

### Singles
| Année | Chanson             | Royaume-Uni | Téléchargement UK | Album               |
| ----- | ------------------- | ----------- | ----------------- | ------------------- |
| 2006  | "Taste For Harmony" | -           | -                 | Violence & Birdsong |
| 2006  | "Operated On"       | -           | -                 | Violence & Birdsong |
| 2007  | "Evil Has Never"    | -           | -                 | Violence & Birdsong |